# Albert Costa
Albert Costa i Casals (phát âm tiếng Catalunya: [əlˈβɛɾ ˈkɔstə j kəˈzals]; sinh ngày 25 tháng 6 năm 1975) là một cựu vận động viên quần vợt chuyên nghiệp người Tây Ban Nha. Anh được nhớ đến nhiều nhất khi giành danh hiệu vô địch đơn nam Pháp mở rộng năm 2002.

## Sự nghiệp quần vợt
Costa bắt đầu chơi tennis từ năm tuổi. Đầu tiên anh đã thu hút sự chú ý của thế giới quần vợt như một tay vợt trẻ xuất sắc. Năm 1993, anh lọt vào trận chung kết giải trẻ Pháp mở rộng và vô địch giải Orange Bowl. Anh đã trở thành tay vợt chuyên nghiệp vào cuối năm đó và nhanh chóng tạo dựng được danh tiếng như một tay vợt có sở trường là chơi trên sân đất nện với lối đánh mạnh mẽ. Cựu tay vợt người Tây Ban Nha và cũng là bình luận viên cho truyền hình Tây Ban Nha Andrés Gimeno thường gọi anh là "người đàn ông có hai cú thuận tay", bởi vì anh có thể đánh với độ chính xác cao và sức mạnh tương tự nhau cả thuận tay và trái tay. Năm 1994, anh giành chiến thắng ở hai sự kiện Challenger và được ATP vinh danh là Vận động viên mới của năm.
Costa đã giành được danh hiệu ATP đơn đầu tiên của mình vào năm 1995 tại Kitzbühel, sau khi đánh bại "Vua đất nện", Thomas Muster, trong một trận chung kết năm set, và đó là trận thua đầu tiên của Muster trong 2 trận thua trên sân đất nện vào năm 1995. Costa đã chấm dứt chuỗi 40 trận thắng liên tiếp trên sân đất nện và 11 trận thắng chung kết liên tiếp của Muster. Costa đã giành thêm ba danh hiệu vào năm 1996. Năm 1997, anh đã giành được hai danh hiệu đơn khác và là một phần của đội Tây Ban Nha đã giành chức vô địch giải World Team Cup. Anh đã giành được hai danh hiệu đơn khác vào năm 1998, bao gồm sự kiện Tennis Masters Series ở Hamburg và chơi ở cấp độ tuyệt vời tại giải Grand Slam Pháp mở rộng, chỉ có một Marcelo Ríos xuất sắc có thể ngăn anh ở vòng bốn, nhưng anh đã thiết lập nền tảng vững chắc cho chiến thắng trong tương lai của mình vào năm 2002. Anh có được ba danh hiệu tiếp theo trong năm 1999.
Năm 2000, Costa đã giúp Tây Ban Nha giành được Cup Davis đầu tiên. Mặc dù bị loại ở vòng đầu tiên ở nội dung đơn nam, anh cũng đã giành được huy chương đồng ở nội dung đôi nam tại Thế vận hội Olympic 2000 ở Sydney, đánh cặp cùng với Álex Corretja.
Bước vào giải Pháp mở rộng năm 2002, Costa đã không giành được một danh hiệu nào kể từ năm 1999 và không được coi là một trong những tay vợt có khả năng vô địch. Là hạt giông số 20, anh đánh bại Richard Gasquet, Nikolay Davydenko và Andrea Gaudenzi để lọt vào vòng 4, nơi anh đánh bại tay vợt hai lần vô địch liên tiếp và cựu số 1 thế giới Gustavo Kuerten trong ba set. Anh tiếp tục với chiến thắng năm set trước Guillermo Cañas của Argentina ở tứ kết. Sau đó, anh đánh bại tay vợt người đồng hương Tây Ban Nha cũng là cựu số 2 thế giới và người bạn lâu năm Àlex Corretja trong trận bán kết bốn set. Trong trận chung kết, Costa đã đối đầu với một người Tây Ban Nha khác, tay vợt số 1 thế giới trong tương lai, Juan Carlos Ferrero. Ferrero đã có phong độ tốt trong quá trình chuẩn bị cho giải Grand Slam trên sân đất nện này và hầu hết các chuyên gia đều coi anh là ứng cử viên nặng ký nhất khi bước vào trận chung kết. Nhưng Costa đã thắng sau bốn set, 6-1, 6-0, 4-6, 6-3, để giành danh hiệu Grand Slam đầu tiên của mình. Costa đã hủy diệt Ferrero, người chỉ có thể giành được chín điểm trong các game giao bóng của Costa trong 2 set đầu tiên. Chiến thắng này đã đưa anh lên thứ hạng đánh đơn chuyên nghiệp là hạng 6 thế giới vào tháng 7/2002.
Đến với Pháp mở rộng 2003 với tư cách là đương kim vô địch, Costa đã dành tổng cộng 21 giờ và 15 phút trên sân, giành năm trận thắng trước khi bị Ferrero (người sau đó vô địch) loại ở bán kết.

## Cuộc sống cá nhân
Anh lớn lên với thần tượng là John McEnroe của mình. Ngoài quần vợt, anh còn thích chơi bài, bóng bàn, golf và bóng đá. Anh cũng là một người hâm mộ của câu lạc bộ Barcelona và đội bóng quê hương của anh UE Lleida. Anh cũng ngưỡng mộ Michael Jordan, Tiger Woods và Ronaldo.
Chưa đầy một tuần sau chiến thắng tại Giải quần vợt mở rộng Pháp 2002, Costa đã kết hôn với bạn gái lâu năm Cristina Ventura. Àlex Corretja là phù rể trong đám cưới. Cặp đôi có hai cô con gái sinh đôi, Claudia và Alma, chào đời vào ngày 21 tháng 4 năm 2001.

## Các trận chung kết quan trọng

### Chung kết Grand Slam

#### Đơn: 1 (1–0)
| Kêt quả | Ngày | Giải đấu    | Mặt sân | Đối thủ             | Tỷ số              |
| ------- | ---- | ----------- | ------- | ------------------- | ------------------ |
| Vô địch | 2002 | French Open | Đất nện | Juan Carlos Ferrero | 6–1, 6–0, 4–6, 6–3 |

### Chung kết Masters Series

#### Singles: 3 (1–2)
| Kết quả | Ngày | Giải đấu    | Mặt sân | Đối thủ       | Tỷ số                      |
| ------- | ---- | ----------- | ------- | ------------- | -------------------------- |
| Á quân  | 1996 | Monte Carlo | Đất nện | Thomas Muster | 3–6, 7–5, 6–4, 3–6, 2–6    |
| Á quân  | 1998 | Rome        | Đất nện | Marcelo Ríos  | Bỏ cuộc                    |
| Vô địch | 1998 | Hamburg     | Đất nện | Àlex Corretja | 6–2, 6–0, 1–0, chấn thương |

### Đơn: 21 (12 danh hiệu, 9 á quân)
| Giải đấu                                                      |
| ------------------------------------------------------------- |
| Grand Slam (1–0)                                              |
| Tennis Masters Cup (0–0)                                      |
| ATP Super 9 / ATP Masters Series (1–2)                        |
| ATP Championship Series / ATP International Series Gold (2–2) |
| ATP World Series / ATP International Series (8–5)             |

| Mặt sân        |
| -------------- |
| Cứng (0–1)     |
| Cỏ (0–0)       |
| Đất nện (12–8) |
| Thảm (0–0)     |

| Kết quả | Số thứ tự | Ngày             | Cấp độ           | Giải đấu                                  | Mặt sân | Đối thủ             | Tỷ số                        |
| ------- | --------- | ---------------- | ---------------- | ----------------------------------------- | ------- | ------------------- | ---------------------------- |
| Á quân  | 1.        | Tháng 3 năm 1995 | World Series     | Grand Prix Hassan II, Morocco             | Đất nện | Gilbert Schaller    | 4–6, 2–6                     |
| Á quân  | 2.        | Tháng 4 năm 1995 | World Series     | Estoril Open, Bồ Đảo NHa                  | Đất nện | Thomas Muster       | 4–6, 2–6                     |
| Vô địch | 1.        | Tháng 8 năm 1995 | World Series     | Austrian Open Kitzbühel, Áo               | Đất nện | Thomas Muster       | 4–6, 6–4, 7–6(7–3), 2–6, 6–4 |
| Loss    | 3.        | Tháng 2 năm 1996 | World Series     | Dubai Championships, UAE                  | Cứng    | Goran Ivanišević    | 4–6, 3–6                     |
| Á quân  | 4.        | Tháng 4 năm 1996 | Super 9          | Monte-Carlo Masters, Monaco               | Đất nện | Thomas Muster       | 3–6, 7–5, 6–4, 3–6, 2–6      |
| Vô địch | 2.        | Tháng 7 năm 1996 | World Series     | Swiss Open, Thụy Sĩ                       | Đất nện | Félix Mantilla      | 4–6, 7–6(7–2), 6–1, 6–0      |
| Vô địch | 3.        | Tháng 8 năm 1996 | World Series     | San Marino Open, San Marino               | Đất nện | Félix Mantilla      | 7–6(9–7), 6–3                |
| Vô địch | 4.        | Tháng 9 năm 1996 | World Series     | Bournemouth International, Vương quốc Anh | Đất nện | Marc-Kevin Goellner | 6–7(4–7), 6–2, 6–2           |
| Vô địch | 5.        | Tháng 4 năm 1997 | Champ. Series    | Barcelona Open, Tây Ban Nha               | Đất nện | Albert Portas       | 7–5, 6–4, 6–4                |
| Vô địch | 6.        | Tháng 9 năm 1997 | World Series     | Marbella Open, Tây Ban Nha                | Đất nện | Alberto Berasategui | 6–3, 6–2                     |
| Vô địch | 7.        | Tháng 5 năm 1998 | Super 9          | German Open, Đức                          | Đất nện | Àlex Corretja       | 6–2, 6–0, 1–0 chấn thương    |
| Á quân  | 5.        | Tháng 5 năm 1998 | Super 9          | Italian Open, Ý                           | Đất nện | Marcelo Ríos        | Bỏ cuộc                      |
| Vô địch | 8.        | Tháng 8 năm 1998 | World Series     | Austrian Open Kitzbühel, Áo               | Đất nện | Andrea Gaudenzi     | 6–2, 1–6, 6–2, 3–6, 6–1      |
| Á quân  | 6.        | Tháng 9 năm 1998 | World Series     | Bournemouth International, Vương quốc Anh | Đất nện | Félix Mantilla      | 3–6, 5–7                     |
| Vô địch | 9.        | Tháng 4 năm 1999 | World Series     | Estoril Open, Bồ Đào Nha                  | Đất nện | Todd Martin         | 7–6(7–4), 2–6, 6–3           |
| Vô địch | 10.       | Tháng 7 năm 1999 | World Series     | Swiss Open, Thụy Sĩ                       | Đất nện | Nicolás Lapentti    | 7–6(7–4), 6–3, 6–4           |
| Vô địch | 11.       | Tháng 8 năm 1999 | Champ. Series    | Austrian Open Kitzbühel, Áo               | Đât nện | Fernando Vicente    | 7–5, 6–2, 6–7(5–7), 7–6(7–4) |
| Loss    | 7.        | Tháng 7 năm 2001 | Int. Series Gold | Austrian Open Kitzbühel, Áo               | Đất nện | Nicolás Lapentti    | 6–1, 4–6, 5–7, 5–7           |
| Á quân  | 8.        | Tháng 4 năm 2002 | Int. Series Gold | Barcelona Open, Tây Ban Nha               | Đất nện | Gastón Gaudio       | 4–6, 0–6, 2–6                |
| Vô địch | 12.       | Tháng 6 năm 2002 | Grand Slam       | French Open, Pháp                         | Clay    | Juan Carlos Ferrero | 6–1, 6–0, 4–6, 6–3           |
| Á quân  | 9.        | Tháng 7 năm 2002 | Int. Series      | Dutch Open, Hà Lan                        | Đất nện | Juan Ignacio Chela  | 1–6, 6–7(4–7)                |

### Đôi: 1 (1 danh hiệu)
| Legend                                                        |
| ------------------------------------------------------------- |
| Grand Slam (0–0)                                              |
| Tennis Masters Cup (0–0)                                      |
| ATP Super 9 / ATP Masters Series (0–0)                        |
| ATP Championship Series / ATP International Series Gold (0–0) |
| ATP World Series / ATP International Series (1–0)             |

| Mặt sân       |
| ------------- |
| Cứng (1–0)    |
| Cỏ (0–0)      |
| Đất nện (0–0) |
| Thảm (0–0)    |

| Kết quả | Số thứ tự | Ngày             | Cấp độ               | Giải đấu          | Mặt sân | Đồng đội     | Đối thủ                      | Tỷ số         |
| ------- | --------- | ---------------- | -------------------- | ----------------- | ------- | ------------ | ---------------------------- | ------------- |
| Vô địch | 1.        | Tháng 1 năm 2005 | International Series | Qatar Open, Qatar | Cứng    | Rafael Nadal | Andrei Pavel Mikhail Youzhny | 6–3, 4–6, 6–3 |